# Alexander Andreve
Alexander Andreve (Panamá, Panamá, 26 de abril de 1987) es un futbolista panameño. 

## Trayectoria
Desde 2004 ha jugado en el equipo Sub-19 del Municipal Chorillo. En 2006 debutó en la máxima categoría con el primer equipo, 2007 Arquero titular del primer equipo hasta 2009, de allí su paso por el Atlético Chiriquí temporada apertura-clausura 2010. De regreso al Chorrillo FC apertura 2011 subcampeón y clausura 2011 campeón, hasta apertura 2012. Clausura 2012 Atlético Chiriquí. Clausura 2013 Deportivo Árabe Unido de Colón.

## Selección nacional
Ha sido internacional con la Selección de fútbol de Panamá en las categoría inferiores.

### Participaciones en Copas del Mundo
| Mundial                  | Sede   | Resultado    |
| ------------------------ | ------ | ------------ |
| Copa Mundial Sub-20 2007 | Canadá | Primera fase |

## Clubes
| Club                  | País   | Año       |
| --------------------- | ------ | --------- |
| Chorrillo FC          | Panamá | 2004-2012 |
| Atlético Chiriquí     | Panamá | 2012      |
| Deportivo Árabe Unido | Panamá | 2013-2015 |
| Plaza Amador          | Panamá | 2015      |

## Palmarés

### Títulos nacionales
| Título           | Club           | País   | Año    |
| ---------------- | -------------- | ------ | ------ |
| Primera División | Chorrillo FC   | Panamá | 2011-A |
| Primera División | CD Árabe Unido | Panamá | 2015-C |